# 七林町
七林町（ななばやしちょう）は、千葉県船橋市の町名。郵便番号は274-0821。

## 地理
船橋市中央部東南寄りに位置する。西から北にかけて飯山満町、北東で習志野台、東で西習志野、南で薬円台と接する。

### 地価
住宅地の地価は、2014年（平成26年）1月1日の公示地価によれば、七林町437番38の地点で10万9000円/m2となっている。

## 歴史
もともと飯山満川の上流地域全体を占めていた。そのため昔は農業が盛んな区域だった。現在は町域が狭められるとともに農地も狭められ、住宅地が増加している。

### 地名の由来
江戸時代に江戸幕府の御林が多くあったことから付けられたといわれている。また、「おんばやし」がなまって「ななばやし」となった説もあるが、不正確である。

## 世帯数と人口
2017年（平成29年）11月1日現在の世帯数と人口は以下の通りである。
| 町丁   | 世帯数    | 人口    |
| ------ | --------- | ------- |
| 七林町 | 1,110世帯 | 2,733人 |

## 小・中学校の学区
市立小・中学校に通う場合、学区は以下の通りとなる。
| 番地 | 小学校             | 中学校             |
| ---- | ------------------ | ------------------ |
| 全域 | 船橋市立七林小学校 | 船橋市立七林中学校 |

## 交通
最寄り駅は京成電鉄松戸線習志野駅あるいは同線・東葉高速鉄道東葉高速線北習志野駅。

## 施設
- 船橋市立七林中学校
- 船橋市立七林小学校
- 七林自治会館
- 金比羅神社